# 國英
國英，满洲镶白旗人，清朝政治人物、官学生出身。
光绪七年五月十五，由前江西按察使调任廣西按察使。光绪九年十二月初一（1883年12月29日），同浙江按察使互调。